# Planetella modesta
Planetella modesta är en tvåvingeart som först beskrevs av Ephraim Porter Felt 1913.  Planetella modesta ingår i släktet Planetella och familjen gallmyggor. Inga underarter finns listade i Catalogue of Life.